# Prachovská pahorkatina
Prachovská pahorkatina je geomorfologický podokrsek ve východní části Vyskeřské vrchoviny, ležící v okrese Jičín Královéhradeckého kraje. Území podokrsku se rozkládá mezi městem Jičín na jihovýchodě a obcemi Libuň na severu a Mladějov na západě.

## Charakter území

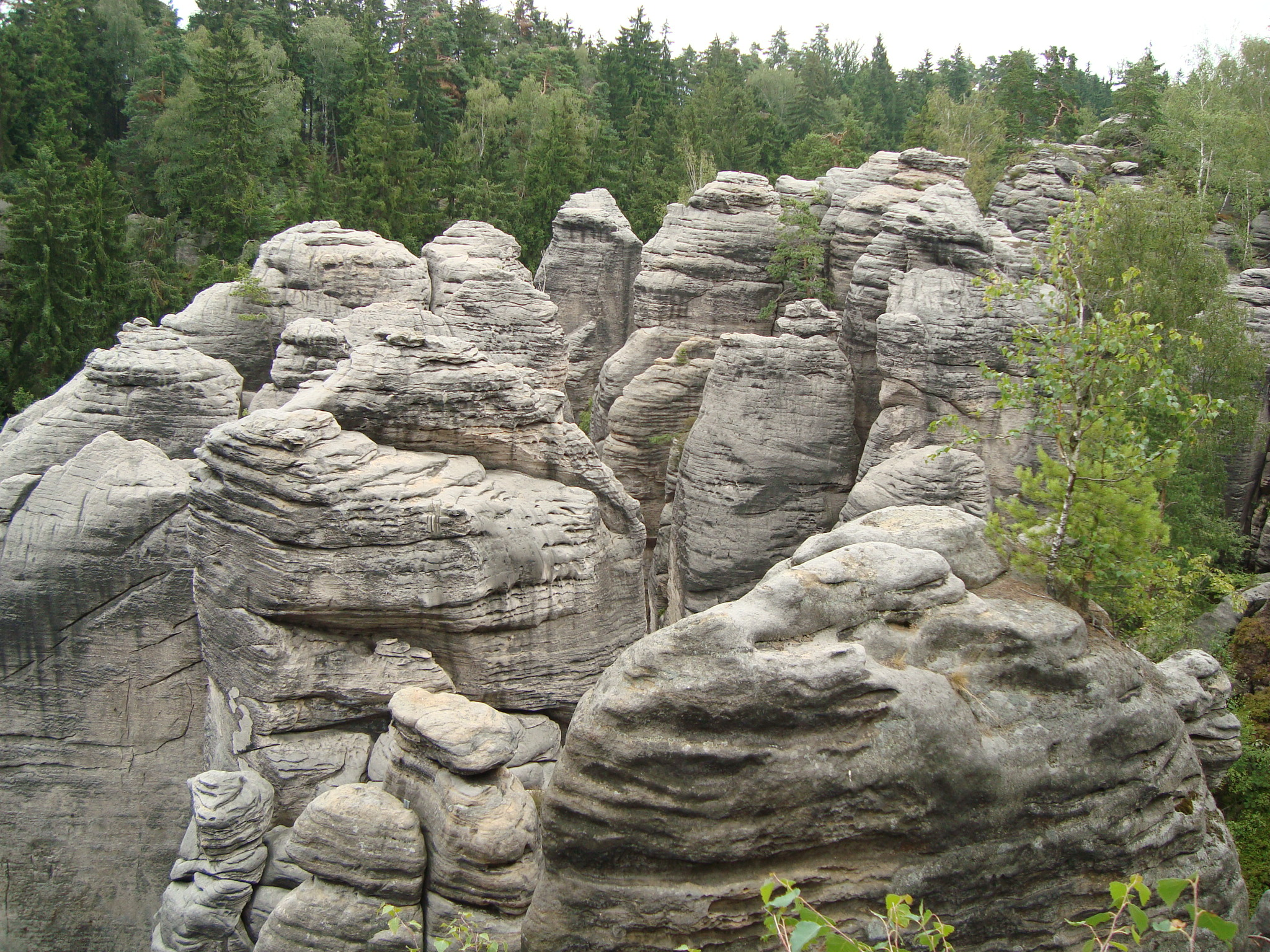
Prachovské skály

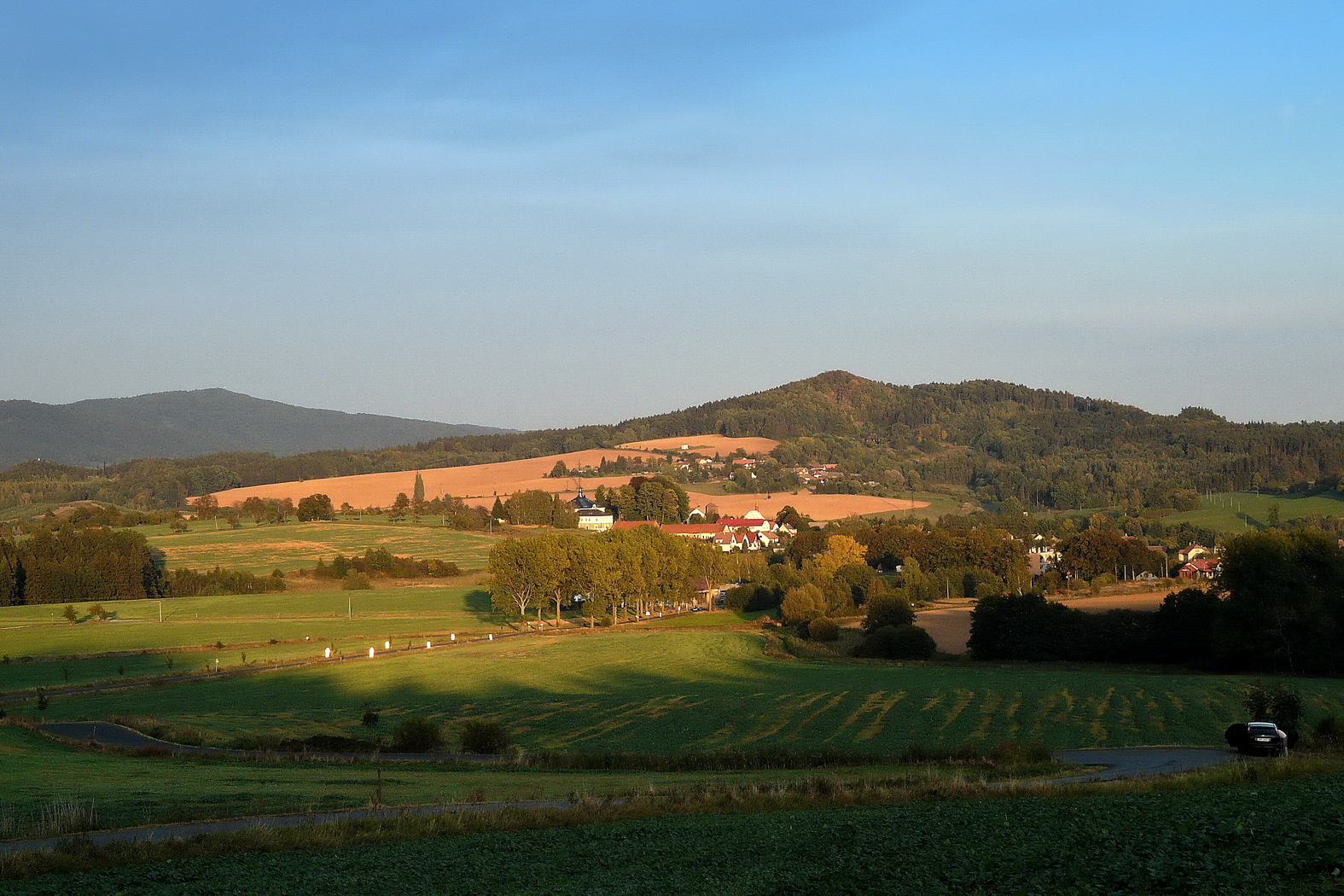
Velká hůra nad Mladějovem, vlevo Tábor

Geologické složení podokrsku tvoří převážně svrchnokřídové pískovce, na západě a jinde v nižších partiích i jiné zpevněné sedimenty. Jsou zde četné drobné proniky a žíly neovulkanitů. Centrální a také nejznámější částí podokrsku je rozeklaná plošina a skalní město Prachovské skály. Na jihu na ně navazuje Přivýšinský hřbet (zvaný též prachovský hřeben), který pokračuje k východu. Na severozápadě podokrsku je významná Střelečská část, která navazuje na Prachovské skály ze západu. Území tvoří rozvodí Žehrovky, Libuňky a Cidliny. Celé území je součástí CHKO Český ráj, Prachovské skály a okolí patří do PR Prachovské skály.

## Geomorfologické členění
Podokrsek Prachovská pahorkatina náleží do celku celku Jičínská pahorkatina, podcelku Turnovská pahorkatina a okrsku Vyskeřská vrchovina. Dále se člení na části Prachovské skály, Přivýšinský hřbet, Střelečskou část a Díleckou část (Bradačka). Pahorkatina sousedí s dalším podokrskem Vyskeřské vrchoviny – Troskovickou vrchovinou na západě až severozápadě, dále na severu s Turnovskou stupňovinou, na východě a na jihu s Jičínskou kotlinou.

## Významné vrcholy
Nejvyšším vrcholem Prachovské pahorkatiny je Přivýšina (464 m).
- Přivýšina (464 m)
- Velká hůra (458 m)
- Velká Svinčice (448 m)
- Brada (438 m)